# Oelrichs
Oelrichs is een plaats (town) in de Amerikaanse staat South Dakota, en valt bestuurlijk gezien onder Fall River County.

## Demografie
Bij de volkstelling in 2000 werd het aantal inwoners vastgesteld op 145.
In 2006 is het aantal inwoners door het United States Census Bureau geschat op 143, een daling van 2 (-1,4%).

## Geografie
Volgens het United States Census Bureau beslaat de plaats een oppervlakte van
1,0 km², geheel bestaande uit land. Oelrichs ligt op ongeveer 1023 m boven zeeniveau.

## Plaatsen in de nabije omgeving
De onderstaande figuur toont nabijgelegen plaatsen in een straal van 44 km rond Oelrichs.